# Arandai jezik
Arandai jezik (dombano, jaban, sebyar, sumuri, yaban; ISO 639-3: jbj), transnovogvinejski jezik uže južnovogelkopske skupine, kojim govori 1 000 ljudi (1987 SIL) u indonezijskoj regenciji Manokwari, istočno i zapadno od rijeke Wariaga i kod rijeke Sebyar (Timoforo). Ima dva dijalekta, kemberano (tomu) i dombano (arandai).
Zajedno s jezikom kemberano [bzp] čini istočnu podskupinu pravih južnovogelkopskih (south bird’s head proper) jezika

## Vanjske poveznice
- Ethnologue (14th)
- Ethnologue (15th)